# Pârâul Muntelui, Talna
Pârâul Muntelui, Talna este un afluent al râului Talna din județul Satu Mare, România. Locul de formare al acestui curs de apă este confluența dintre cursurile de apă Valea Cioncașele și Valea Băilor.